# Шабкадар
Шабкадар (англ. Shabqadar) — город в провинции Хайбер-Пахтунхва, Пакистан, второй по численности в округе Чарсадда. Население — 79 029 чел. (на 2010 год).

## История
12 ноября 2008 года на военной базе возле Шабкадара прогремел взрыв, террорист-смертник взорвал себя возле армейских казарм. 2 пакистанских солдата погибли и ещё 4 получили ранения.

## Население
По результатам переписи 1998 года в городе проживало 53 597 человек.